# Catedral de San Marón (Sídney)
La catedral de San Marón o simplemente Catedral Católica Maronita de Sídney (en inglés: St Maroun's Cathedral) es el nombre que recibe un edificio religioso afiliado a la Iglesia católica de rito maronita (antioqueno) que se encuentra ubicado en Redfern en la ciudad de Sídney en el estado de Nueva Gales del Sur en Australia. No debe confundirse con la otra catedral católica de la ciudad la Catedral de Santa María que es de rito latino o romano.
Se trata del templo principal de la eparquía de San Marón de Sídney (Eparchia Sancti Maronis Sydneyensis Maronitarum) que fue creada en 1973 mediante la bula "Illo fretis Concilii" del papa Pablo VI.
Esta bajo la responsabilidad pastoral del obispo Antoine Tarabay. Ofrece servicios religiosos en inglés y árabe.